# Æthelric (Bernicia)

Bernicia und seine Nachbarreiche

Æthelric (auch Aedilric, Eðilric, Æðelric oder Æþelric; † 572) war ein König des angelsächsischen Königreiches Bernicia. Als Regierungszeit gelten die Jahre um 568 bis um 572.

## Leben
Æthelric war der Sohn von König Ida von Bernicia. Er folgte um das Jahr 568 seinem Bruder Adda auf den Thron. Nach abweichenden Angaben war Æthelric ein Sohn von Adda. Als er im Jahr 572 starb, wurde sein Bruder Theodric Nachfolger auf dem Thron. Æthelric war der Vater von Æthelfrith, der später ebenfalls König wurde, und von Theobald, der im Jahr 603 in der Schlacht von Daegsastan (genaue Lage unbekannt) bei einem Angriff des west-schottischen Reiches von Dalriada unter Aidan fiel.